# Кафатос, Минас
Мина́с (часто неправильно Мена́с) Константи́нос Кафа́тос (греч. Μηνάς Κωνσταντίνος Καφάτος, англ. Menas Constantine Kafatos; 25 марта 1945, Крит, Греция) — американский физик греческого происхождения, популяризатор науки. В настоящее время является профессором вычислительной физики в Чепменском университете и директором Центра передовых технологий в области моделирования Земной системы и наблюдений Земли (CEESMO). Среди известных книг учёного «Нелокальная Вселенная: новая физика и материя сознания» и «Сознательная Вселенная». Имеет международную известность благодаря своему устремлению к междисциплинарной интеграции, объединению знаний из различных научных отраслей. Часто пишет и выступает с лекциями на тему конвергенции между наукой и философией с целью содействия дискурсу науки, духовности и религии. В США даёт интервью и выступает в общественных СМИ на различные исследуемые им темы, среди которых лесные пожары в Калифорнии и другие опасные природные явления, изменение климата, квантовая теория и квантовое сознание. Занимает многочисленные посты в различных научных и учебных организациях, включая Чепменский университет, Университет Джорджа Мейсона и Центр космических полётов имени Годдарда в НАСА (NASA GSFC). На его становление как учёного оказали влияние Нильс Бор, Джон фон Нейман, Филип Моррисон и Михай Драганеску.

## Карьера
В 1967 году окончил Корнеллский университет со степенью бакалавра гуманитарных наук в области физики, а в 1972 году получил степень доктора философии в области физики в Массачусетском технологическом институте.
В 1984—2008 гг., после постдокторской работы в NASA GSFC, занимал должность профессора междисциплинарных наук в Университете Джорджа Мейсона, был деканом Школы вычислительных наук и директором Центра наблюдения Земли и космических исследований.
В конце 2008 года Кафатос и команда специалистов в области компьютерных технологий присоединилась к Чепменскому университету, где он стал деканом-учредителем Колледжа науки и технологии имени Шмида и был его деканом на протяжении трёх лет (2009—2012).
Является автором 15 книг, включая «Сознательная Вселенная» и «Нелокальная Вселенная» (с профессором Робером Надо и издательствами Springer-Verlag и Oxford University Press), «Принципы интегративной науки» (с Михаем Драганеску и издательством Академии румынских учёных).
Имеет 310 публикаций в рецензируемых научных журналах, на которые сослались 774 раза другие авторы. h-индекс учёного равен 34; суммарное цитирование статей по WoS — более 3738; индекс RG score равен 41.34 (с более чем 390 публикациями).

## Исследовательская работа
Кафатос занимается исследованиями в следующих областях: космология, астрофизика, квантовая механика, квантовая биология, стихийные бедствия, изменение климата, система наук о Земле, дистанционное зондирование Земли.
Заметный научный вклад учёного заключается в исследовании процесса циркуляции воздуха в синтетических тропических циклонах (ураганах), используемых в качестве моделей прогнозирования; создании новых перспектив исследования самоорганизации Вселенной через призму сложности; детальном рассмотрении взаимосвязи между растительностью США и Эль-Ниньо/Южной осцилляцией; более глубоком понимании явления наличия пыли и аэрозолей над Индией.

## Американо-греческий совет
Доктор Кафатос является бывшим председателем совета директоров Американо-греческого совета (Калифорния, США), выступающего за:
- свободу и независимость Республики Кипр и немедленный вывод турецких оккупационных войск с территории Северного Кипра (см. Турецкое вторжение на Кипр, Кипрский конфликт);
- реализацию структурных реформ в политической и бюрократической системах в Греции для поддержания её экономики, стимулирования роста, повышения конкурентоспособности и искоренения коррупции;
- защиту суверенных прав Греции в Эгейском море, включая права на разведку природных ресурсов в пределах своей исключительной экономической зоны, и распространение информации о турецких нарушениях национального воздушного пространства Греции и её территориальных вод (см. Эгейский вопрос);
- религиозные права и свободы для Вселенского патриархата Константинополя и греческого меньшинства в Турции, в том числе за возобновление деятельности Халкинской богословской школы;
- нахождение окончательного решения в споре между Грецией и Бывшей югославской Республикой Македония (БЮРМ) об именовании последней, которое станет приемлемым для обеих сторон и в рамках установленного временного соглашения ООН между двумя странами (см. Спор об именовании Македонии);
- обеспечение осведомлённости о Резне в Смирне и надлежащее признание этого события, в ходе которого было убито 450 000 и изгнано в 1922 году правительством Турции 1,5 млн греков (см. Греко-турецкий обмен населением), а также за признание геноцида понтийских греков и геноцида армян (см. также Геноцид греков);
- возвращение мраморов Парфенона в Грецию (см. Мраморы Элгина).

## Личная жизнь
Проживает в Марина дель Рей (Лос-Анджелес, Калифорния) со своей супругой Сьюзан Ян, учёным в области вычислительной биологии, экспериментальной биологии и нейробиологии, с которой они познакомились во время совместной работы в Университете Джорджа Мейсона. Имеет троих детей: Лефтерис, Стефанос и Алексиос.
Брат Минаса Кафатоса, Фотис Кафатос, также учёный, биолог, основатель и Почётный Президент Европейского исследовательского совета и член его Научного Совета.

## Награды и почётные звания

### Награды
- 1986 — Награда за выдающуюся профессорско-преподавательскую деятельность, Университет Джорджа Мейсона.
- 2011 — Награда «Дух Рустума Роя», Фонд Чопры.
- 2011 — Награда за выдающееся руководство и профессиональную работу, филилал Института инженеров электротехники и электроники (IEEE) в округе Ориндж (Калифорния).

### Почётные звания
- 2000 — Почётный член Академии румынских учёных (Румыния).
- 2000—2003 — член USNC/CODATA, Национальная академия наук США.
- 2001—2003 — Вице-президент по вопросам образования Американского астронавтического общества.
- 2006—2008 — Член совета попечителей Ассоциации космических исследований университетов.
- 2010 — Член Комитета OCTANe.
- 2013 — Аффилированный исследователь, Афинская национальная обсерватория (Греция).
- 2013 — Международный учёный, Университет Кёнхи (Сеул, Республика Корея).
- Член Международного астрономического союза.
- Член Американской ассоциации содействия развитию науки.
- Член Американского астрономического общества.
- Член Американского геофизического союза.
- Член Американского физического общества.
- Член Греческого астрономического общества.
- Член Королевского астрономического общества.
- Член Компьютерного общества IEEE.
- 2018 — иностранный член Корейской академии наук и технологий[18][19].
- и др.

## Избранные труды

### Книги
- Nadeau, Robert; Kafatos, Menas (2001). The Non-Local Universe: The New Physics and Matters of the Mind. Oxford University Press. ISBN 0-19-514408-2.
- Kafatos, Menas; Nadeau, Robert (2000). The Conscious Universe: Parts and Wholes in Physical Reality. Springer Verlag. ISBN 978-0387988658.
- Grandpierre, A., Kafatos, M. (2013) Genuine Biological Autonomy: How can the Spooky Finger of Mind Play on the Physical Keyboard of the Brain? Chapter 9, «An Anthology of Philosophical Studies» Vol. 7, P. Hanna (edit.), Athens Institute for Education and Research 2013, pp. 83–98 (Book Chapter)
- Sarafoglou, N., and Kafatos, M. (2013) Energy Production, Conversion, Transmission, and Distribution, Policy, Planning, and Mitigation Process-General Considerations: Infrastructure and Vilnerability Caused by Climate/00316, in «Climate Variability, 1st Edition: Understanding and Addressing Threats to Essential Resources», R. A. Pielke, Sr. (edit. In chief), Elsevier, ISBN 9780123847034 (Book Chapter)
- Qu, J.J., Gao, W., Kafatos, M., Murphy, R.E., Salomonson, V.V. (edit.) Earth Science Satellite Remote Sensing: Science and Instruments Vol. I, & Data, Computational Processing, and Tools, Vol. II, Beijing, Tsinghua Univ. Press, Berlin, Springer-Verlag, (2006), ISBN 3-540-35606-1.
- Zhou,G., Baysal, O., Kafatos, M., and Yang, R. (edit.) Real-time Information Technology for Future Intelligent Earth Observing Satellites, Hierophantes: Pottstown, Pennsylvania, (2003), ISBN 0-9727940-0-X.
- Deepak Chopra, Menas Kafatos (2017). You are The Universe[20] (Random House).

### Технические статьи
- Theise, ND; Kafatos, M (2013). «Complementarity in biological systems: a complexity view». Complexity 18 (6): 11-20. doi:10.1002/cplx.21453.
- Grandpierre, A.; Chopra, D.; Doraiswamy, Tanzi; Murali, P.; Kafatos, M.C. (2013). «A Multidisciplinary Approach to Mind and Consciousness». NeuroQuantology 11 (4): 607—617. doi:10.14704/nq.2013.11.4.703.
- Theise, N. D.; Kafatos, M. (2013). «Sentience Everywhere: Complexity Theory, Panpsychism & the Role of Sentience in Self-Organization of the Universe». Journal of Consciousness Exploration & Research 4 (4): 378—390.
- Sarafoglou, N.; Kafatos, M.; Beall, J.H. (2012). «Simultaneity in the Scientific Enterprise». Studies in Sociology of Science 3 (3): 20-30.
- El-Askary, H.; et al. «, Kafatos, M., (2013) Annual Patterns of Atmospheric Pollutions and Episodes over Cairo Egypt». Advances in Meteorology 2013: 984853. doi:10.1155/2013/984853.
- Jaswal, A. K.; Kumar, N.; Prasad, A. K.; Kafatos, M. (2013). «Decline in horizontal surface visibility over India (1961—2008) and its association with meteorological variables». Natural Hazards 68: 929—954. doi:10.1007/s11069-013-0666-2.